# Сборная Узбекистана по футболу среди ампутантов
Сборная Узбекистана по футболу среди ампутантов (узб. Oʻzbekiston amputantlar milliy futbol terma jamoasi / Ўзбекистон ампутантлар миллий футбол терма жамоаси) — национальная футбольная сборная среди инвалидов-ампутантов, представляющая Узбекистан на международных турнирах и матчах по футболу среди ампутантов. Организацией, осуществляющей контроль и управление сборной являются Национальный олимпийский комитет Узбекистана и Футбольная ассоциация Узбекистана. Сборная Узбекистана входит в МФФА и является одной из сильнейших сборных мира. Трёхкратный победитель Кубка мира. 

## История
В октябре 1988 года американец Билл Бэрри приехал в Ташкент — город-побратим американского Сиэтла, и привёз с собой 22 пары лёгких костылей, чтобы познакомить со своей программой «Футбол для инвалидов» парней, воевавших в Афганистане. Был создан клуб «Матона́т» и на его базе — сборная Узбекистана. В настоящее время сборная является победителем и призёром многих международных и национальных турниров.

## Достижения
- Кубок мира (3): 2007, 2010, 2012
- Чемпионат мира (1): 2010
- Кубок милосердия (3): 1989, 1990, 1991
- Приз «Рождество» (3): 1995, 1996, 1997
- Приз газеты Труд: 1991
- Турнир «День Победы»: 1992
- Кубок «Спартака» (Москва): 1993
- Приз воинов-интернационалистов (Москва): 1993
- Кубок ассоциации футбола инвалидов: 1993
- Открытый чемпионат России: 1996
- Приз федерации инвалидов Грузии: 1998
- Международный фестиваль инвалидов: 1999
- Кубок Союза инвалидов России: 2006
- Кубок СНГ: 2007
- Чемпионат мира: 1998,
- Чемпионат мира: 2002
- Открытый чемпионат Европы: 1999
- Открытый чемпионат России: 2006